# Frankel Leó úti zsinagóga

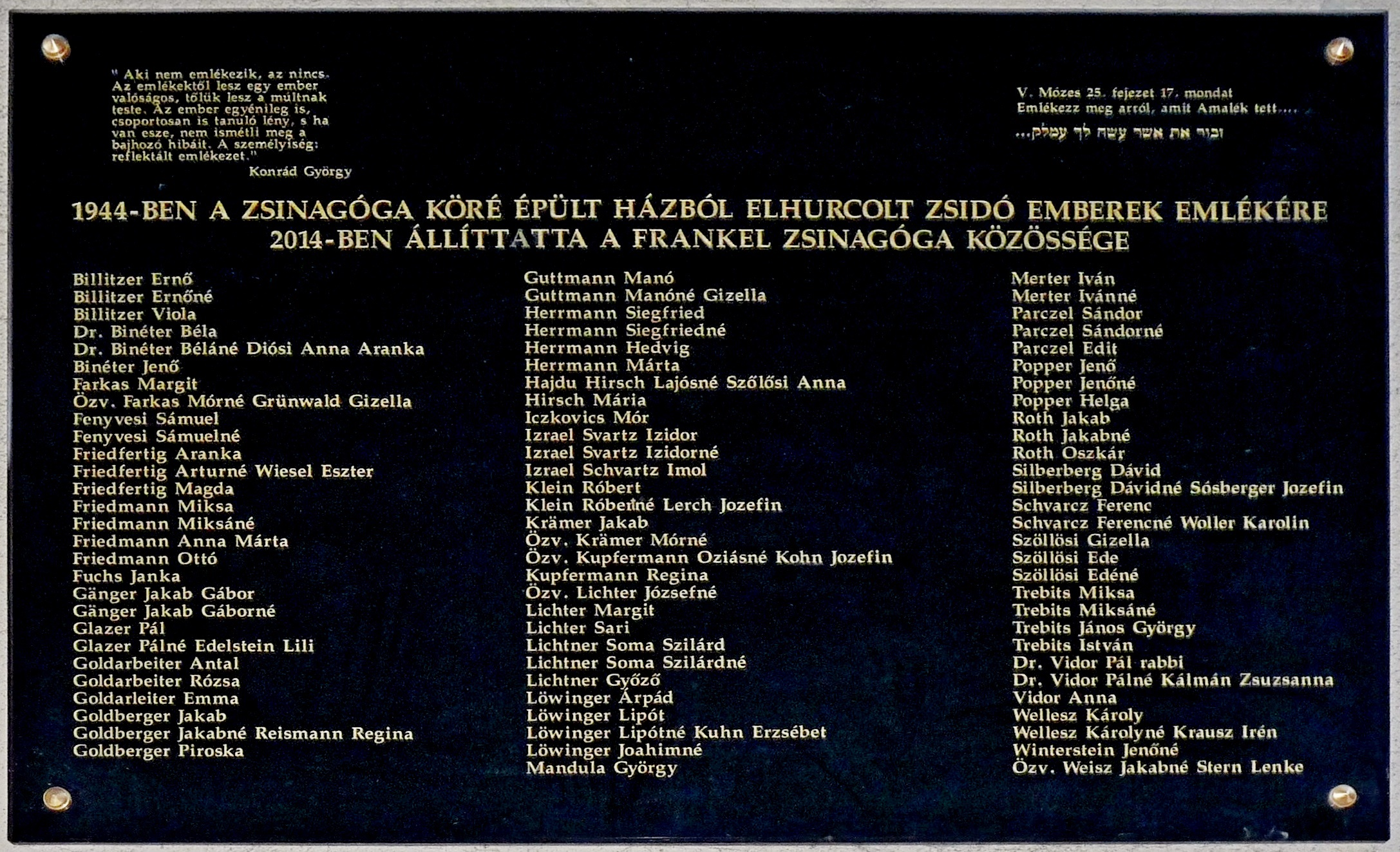
A Holokauszt 70. évfordulójára, 2014-ben felavatott emléktábla az udvaron

A Frankel Leó úti neológ zsinagóga, vagy másik nevén Újlaki zsinagóga Budapest II. kerületében, Felhévíz Duna-parti részén, a Frankel Leó út 49. alatt fekszik, melyet egy lakóház ölel körül. 1888-ban, 400 ember befogadására készült.

## Történet
A zsinagóga alapkövét 1887-ben tették le. Fellner Sándor tervezte neogótikus stílusban. Eredetileg szabad térbe építették, egy 100 éves zsinagóga helyére. 1888. augusztus 8-án szentelték fel. Bejárata a Zsigmond utcából (ma Frankel Leó út) nyílt. A zsinagógát földszintes házak, kóser mészárszék és hitközségi lakások vették körül, majd az 1920-as években köré építettek egy lakóházat, azóta az utca felől árkádos, hármas kapuzaton át lehet megközelíteni, amit vasrács zár el. 
1928-ban magát a zsinagógát is átépítették, vasbetonfödémmel bővítették ki és egybeépítették a lakóházzal.
A második világháború végén istállónak használták. A szocializmus alatt ismét imaházként funkcionált. 2000-ben teljesen felújították. Ekkor emeltek emléktáblát a cserkészcsapatnak is.

## Az épület
A bejárati rész a homlokzatból előreugrik, a kapu fából készült, vasdíszítménnyel. A kapuhoz szélesebb, terasszá öblösödő lépcsők vezetnek, a karzati oldallépcsők kapui (női kapuk) előtt is teraszos kiképzés van. Felettük nagy méretű, kétosztásos, csúcsíves ablakok láthatók. 
A neogótikus homlokzat háromtengelyes, klinkertéglával borított, a tagozatok vakoltak. A főhomlokzat középső részét jobbról és balról ál-támpillérek fogják közre. Fölötte lépcsőzetes oromzat magasodik. A két támpillér között a főpárkány csúcsíves ívmezőt alkot, csúcsán a mózesi kőtáblákkal. A párkány vonalát a két oldalbejárat fölött félköríves, romantikus mintázat emeli ki.
Bent loggiás-jellegű, oszlopos függőfolyosók vannak. Az előcsarnokon keresztül az imaterembe lépve középen fából készült bima, két oldalán hétágú gyertyatartó található, szemben a frigyszekrény fülkéje, benne a gótizáló, csúcsíves keretezésû, lépcsőzetes oromzatú, Dávid-csillaggal és kőtáblákkal díszített frigyláda. Jobbra és balra, szintén gótikus jellegű, festett ablakok teszik teljessé a látványt.
A hármas keresztboltozattal épült belső térbe mélyen benyúló három női karzatot csúcsíves ablakok világítják meg. A boltozat ívei díszes konzolokban végződnek.
Az oldalfalakon márványtáblák idézik a holokauszt mártírjainak, illetve a hitközség nagy rabbijainak emlékét.

## A zsinagóga mellé épült lakóház
Az 1928. augusztus 1-jén átadott lakóházat – Beer Berthold egykori hitközségi elnök kezdeményezésére – a hitközség tagjai és intézményei számára építtették. Jakab Dezső és veje Sós Aladár tervezte. Az Árpád fejedelem útja felől nézve a zártsoros beépítésű ház U-alakot formáz. Az U két szára a Dunára néz, így belátást biztosít a zsinagóga apszisára, amihez a Frankel Leó út felől az épület közepén elhelyezkedő háromárkádos kapun át lehet bejutni. Felettük kiugró párkányzat látható, e felett zsidó vallási jelképek: Dávid csillagok és menóra relief, legfelül Mózes kőtáblái. Az épület belső kialakítása is igényesen történt, a Tér és Forma című folyóirat korabeli száma ezt mondja: „A lakások jól kialakítottak, a mellékhelyiségek dúsan csempézettek. A házban központi fűtés van, amely egyúttal a templom fűtését is ellátja.”

### Lakói

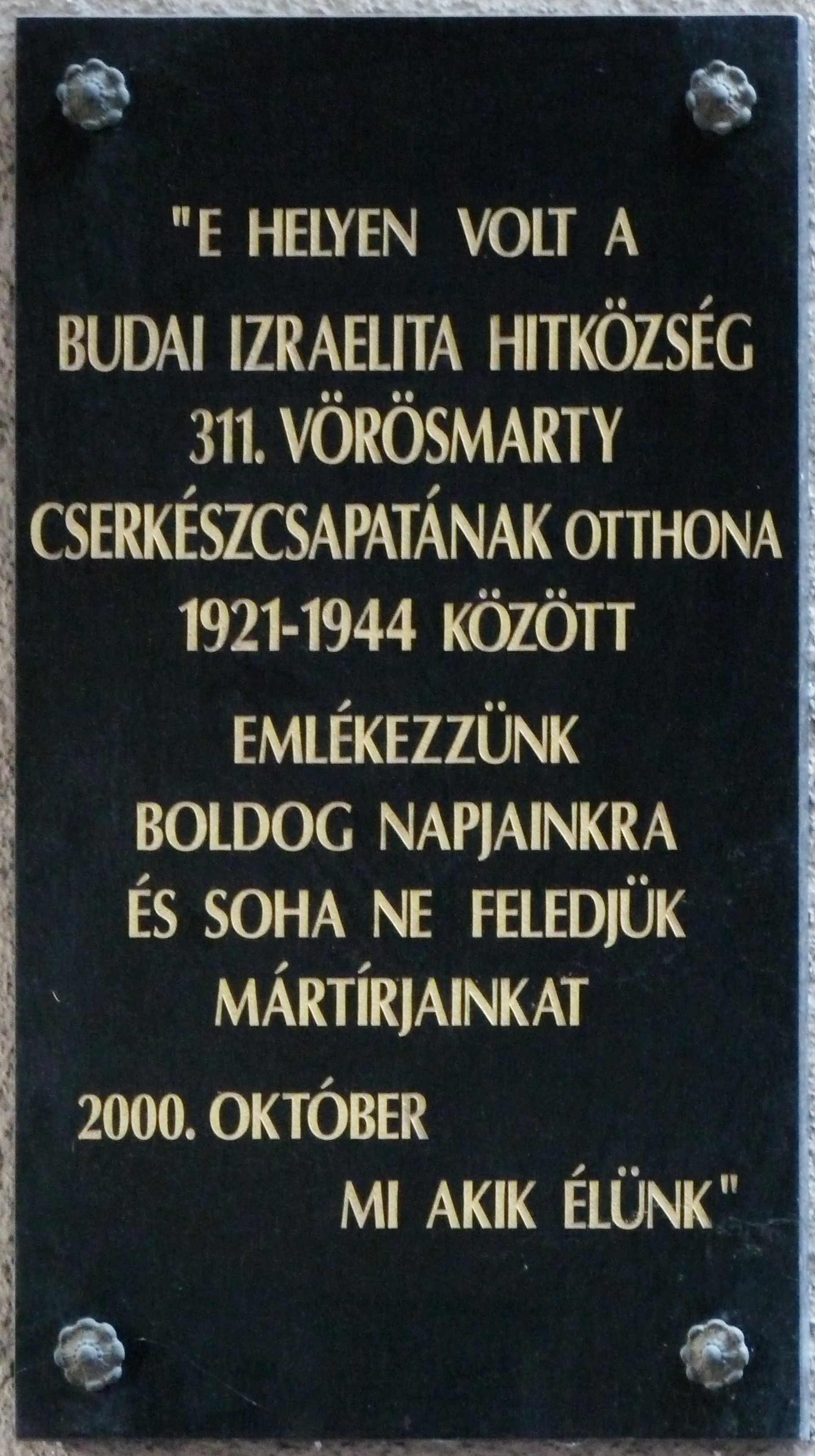
A „Vörösmarty” cserkészcsapat emléktáblája

Az első lakó, Iczkovits Mór előimádkozó volt, aki a bérház első emeletére költözött be az átadás napján.
Sok gazdag zsidó polgár lakott itt: a Popper család, a közeli fatelep, Krámer Jakab, a szegedi kendergyár tulajdonosa, és itt volt lakása Dumaczer Rezsőnek, a Nivea gyár hamburgi igazgatójának is. A hitközségen belül működő 311. sz. „Vörösmarty” cserkészcsapat tagjai közé tartozott pl. Erdély Miklós, Szabolcsi Miklós, Eörsi Gyula és István.
Az 1930-as évek végén sokuk elhagyta az országot, így a hitközségre egyre nehezebb körülmények vártak. A második világháború végén még itt lakókat elhurcolták. Emléküket a 70. évfordulóra az udvari falon elhelyezett fekete márványtábla őrzi. A lakóház és a zsinagóga szinte sértetlenül vészelte át az ostromot. 

## Vallási élet
A Budai Zsidó Hitközség égisze alatt az askenázi imarendet követi. Rabbija dr. Verő Tamás, 400 fő befogadására alkalmas. A hitközséghez tartozik az első emeleti közösségi terem, a Micve-klub.

## Érdekesség
Szabó István A napfény íze című 1999-ben bemutatott filmjének sok jelenetét itt forgatták.

## Galéria

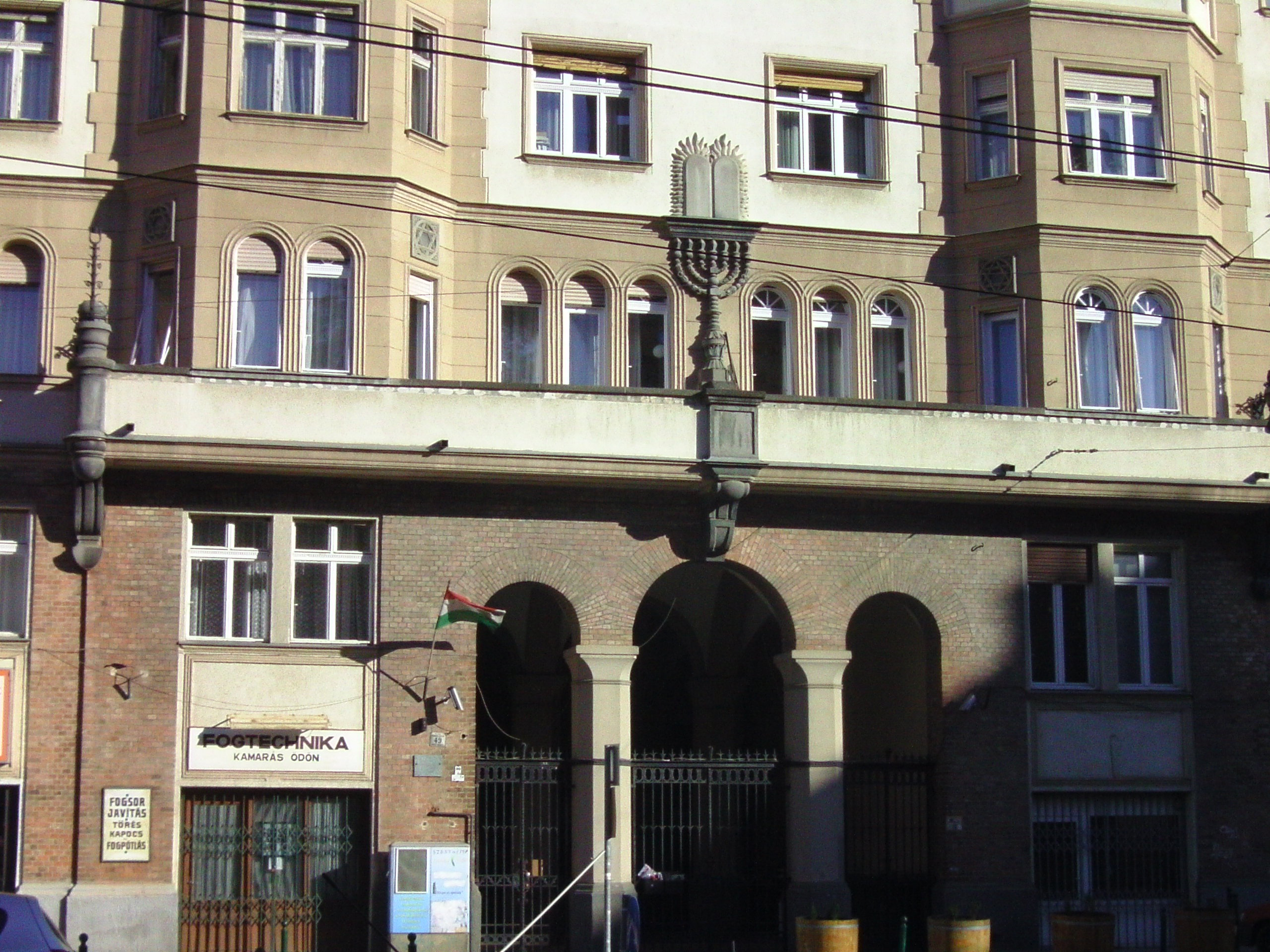
A lakóház hármas kapuzatán át lehet bejutni
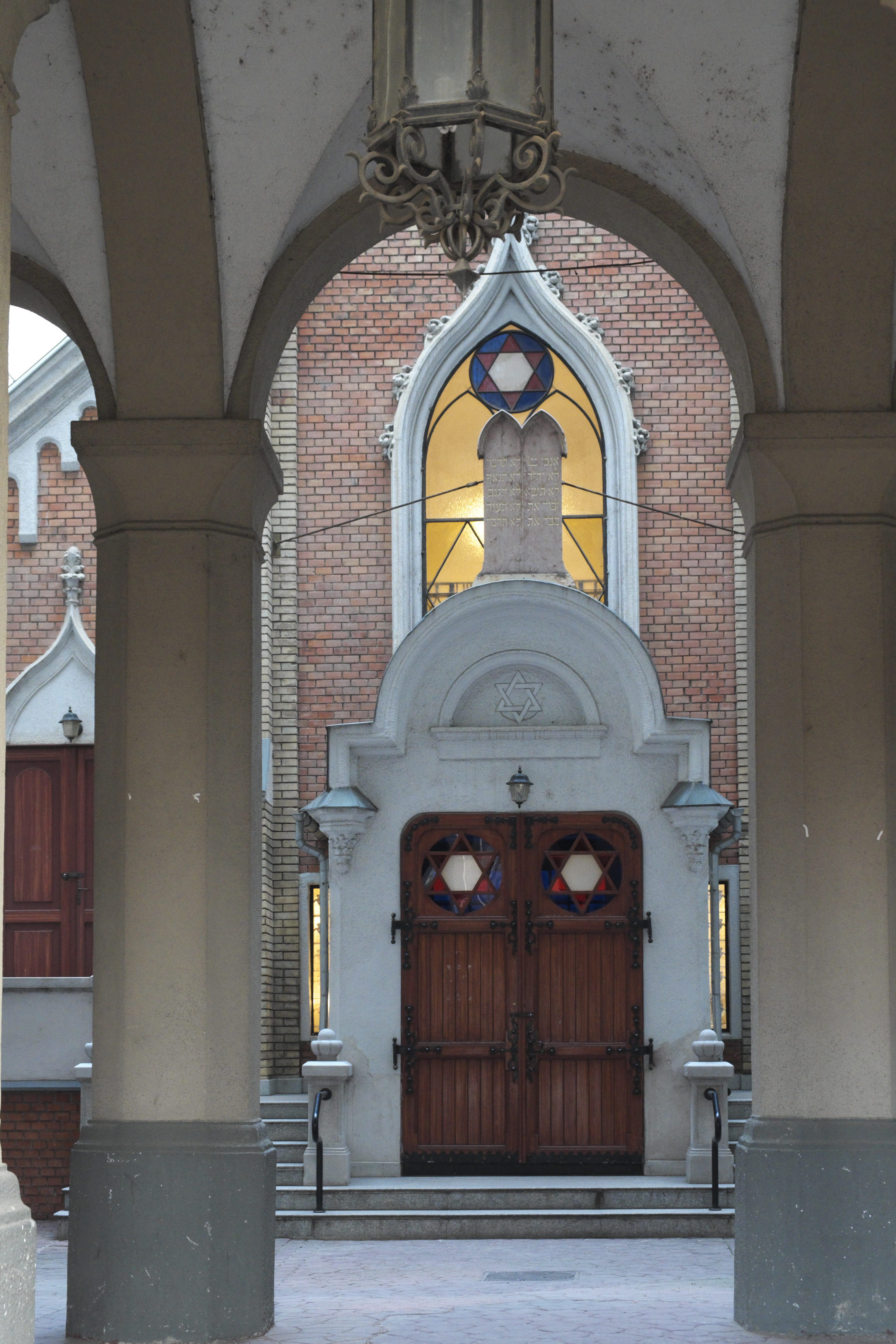
A zsinagóga bejárata a kapuk mögött
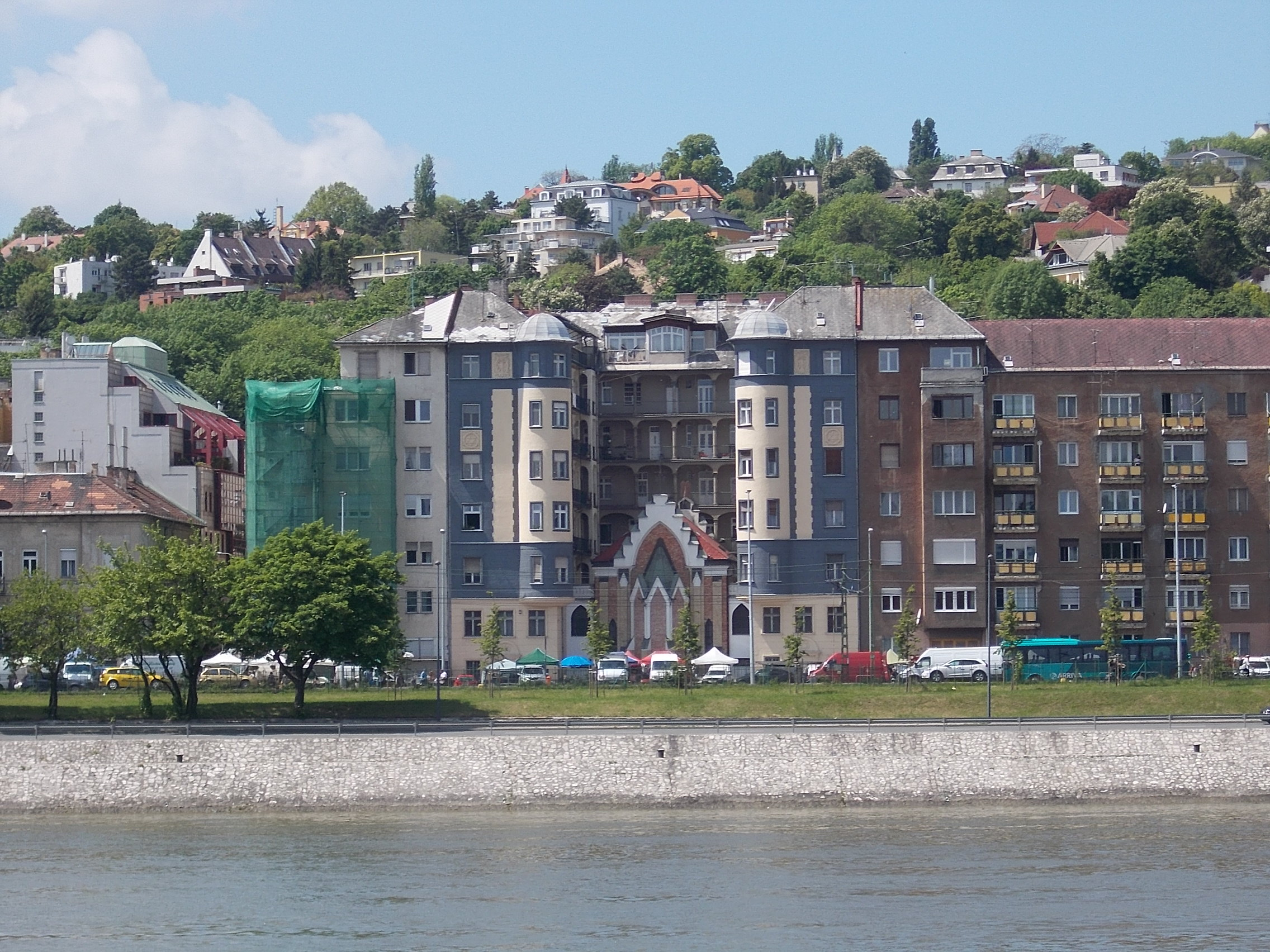
A zsinagóga apszisa a Duna felől
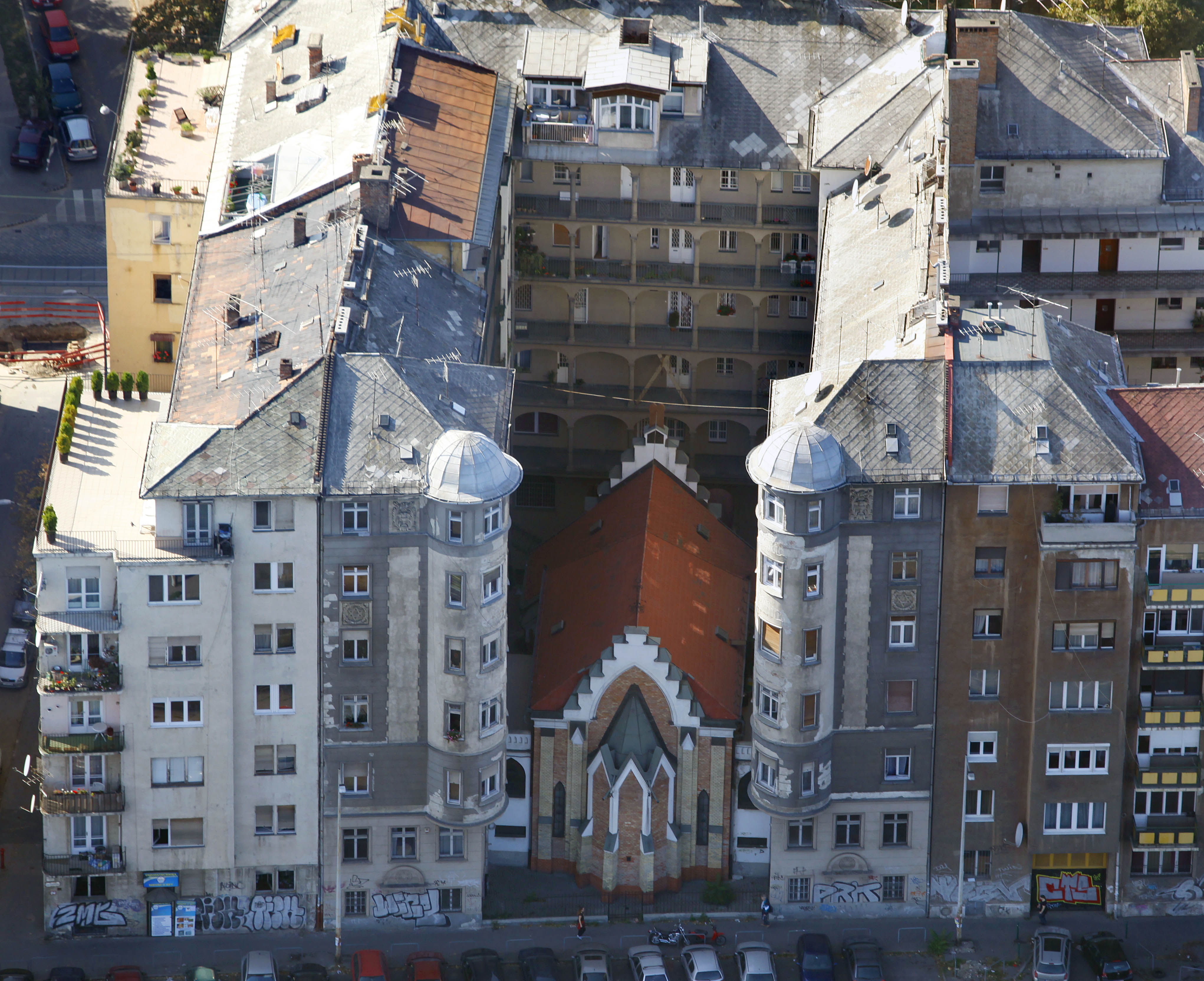
Látvány a magasból